# Vodotok
Vodotòk je vsaka površinska, lahko tudi podzemna voda, ki ima na zemeljski površini ali v kraškem podzemlju stalno oblikovano strugo in stalen ali občasen pretok. Imenujemo jih tudi 'tekoče vode'. Če je plovna, je tudi 'plovna pot'.
Glede na njihov nastanek razlikujemo med: 
- naravnimi vodotoki (reke, potoki, hudourniki) itd.
- umetno urejenimi vodotoki - akvadukti (prekopi, kanali, mlinščice, jarki).

Vodotok oziroma vodni tok je lahko tudi tok vode v vodoravni ali navpični smeri, ki nastane v površinski ali podzemni vodi zaradi temperaturne razlike v vodnih plasteh, zaradi razlike v tlaku v vodonosnikih, ali zaradi vetra in gravitacijskih sil (morski tokovi, bibavica).
V nekaterih jurisdikcijah imajo lastniki zemljišč, na katerih so vodni tokovi, pravico do nekaj ali večine vode v pravnem smislu.